# Maddie Ziegler
Madison Nicole "Maddie" Ziegler, född 30 september 2002 i Pittsburgh i Pennsylvania, är en amerikansk skådespelare, dansare och modell. Hon är mest känd från TV-kanalen Lifetimes realityprogram Dance Moms. Ziegler förekommer i Sia Furlers musikvideor Chandelier, Elastic Heart, Cheap Thrills, Big Girls Cry, The Greatest och Thunderclouds.

## Filmografi i urval
| - 2017 – The Book of Henry - 2020 – Till alla killar: PS. Jag gillar dig fortfarande - 2021 – Music - 2021 – The Fallout - 2021 – West Side Story - 2023 – Fitting In - 2024 – My Old Ass |